# Географія науки
Географія науки — являє собою підрозділ соціально-економічної географії і вивчає територіальну організацію науки, як сфери діяльності людини, географічне орієнтування у розміщенні провідних дослідницьких закладів і центрів, їхній взаємозв'язок із господарством і вищими навчальними закладами.